# Katedra Kościoła Chrystusowego w Waterford
Katedra Kościoła Chrystusowego w Waterford (ang. Christ Church Cathedral, Waterford) – katedra diecezji Cashel i Ossory, należąca do kościoła Irlandii.
To jedyna w Europie budowla klasycystyczna w stylu georgiańskim.  Świątynia wybudowana w latach 1773–1779, na miejscu kościoła wikingów, który istniał do 1770. Architektem kościoła był John Roberts. Katedra posiada kremowo - szary kolor, eleganckie i idealne proporcje, piękną wieżę oraz piękne wnętrze mające ciekawe, barokowe stiuki na suficie.